# Pau, Pyrénées-Atlantiques

Pau este o comună în departamentul Pyrénées-Atlantiques din sud-vestul Franței. În 2009 avea o populație de 82.763 de locuitori.

## Evoluția populației
| An        | 1975   | 1982   | 1990   | 1999   | 2006   | 2009   |
| --------- | ------ | ------ | ------ | ------ | ------ | ------ |
| Populație | 83.498 | 83.790 | 82.157 | 78.732 | 83.903 | 82.763 |

## Personalități născute aici
- Henric al IV-lea (1553 - 1610), rege al Franței (1589 - 1610),
- Michel Sogny (n. 1947), pianist, compozitor, scriitor.